# Ehrenblattspange

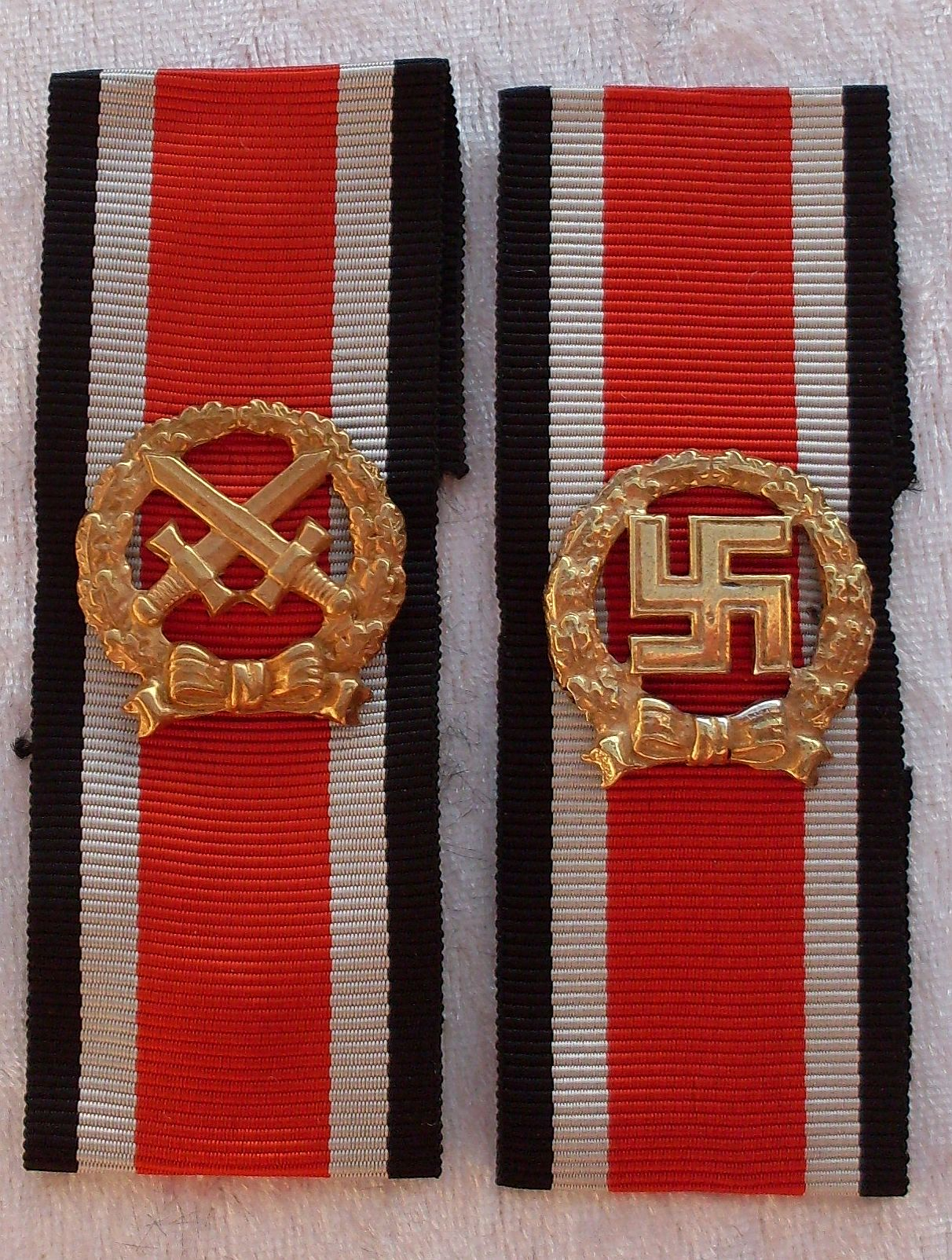
Ehrenblattspange des Heeres (links 57er Version, rechts Stiftungsausführung)

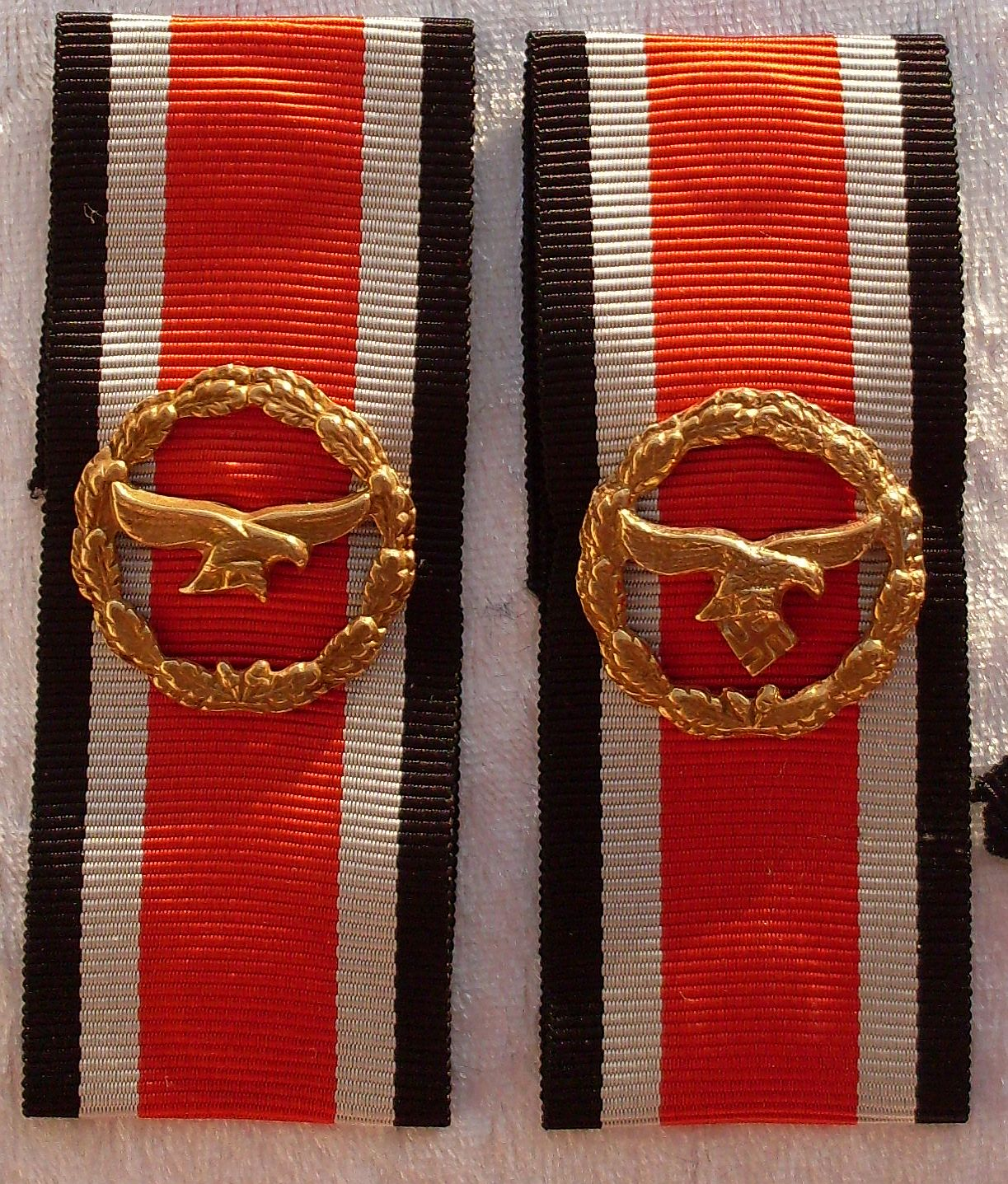
Ehrenblattspange der Luftwaffe (links 57er Version, rechts Stiftungsausführung)

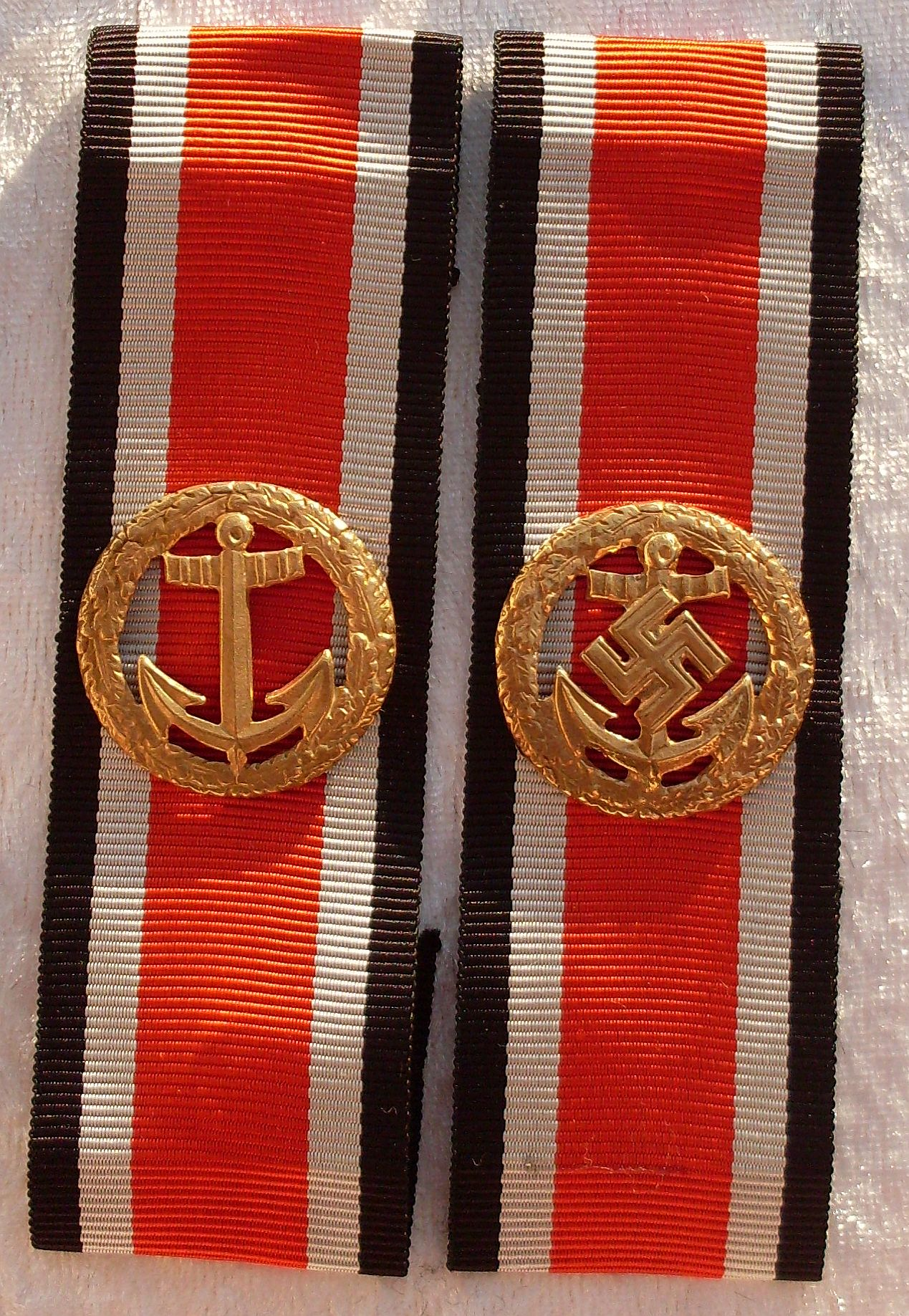
Ehrentafelspange der Kriegsmarine (links 57er Version, rechts Stiftungsausführung)

Amtliche Darstellungen der Ehrenblattspangen in der 57er Version im Bundesanzeiger

Die Ehrenblattspange war eine deutsche Kriegsauszeichnung während des Zweiten Weltkriegs und wurde jeweils für das Heer (einschließlich Waffen-SS), die Luftwaffe und die Kriegsmarine gestiftet.

## Ehrenblattspange des Heeres
Bereits ab 22. Juli 1941 wurden die zu ehrenden Soldaten des Heeres der deutschen Wehrmacht und Angehörigen der Waffen-SS im „Ehrenblatt des Deutschen Heeres“ – einer Anlage des Heeresverordnungsblattes, Teil C – aufgeführt, die auch nach Verleihung des Eisernen Kreuzes I. Klasse weiterhin außergewöhnliche persönliche Tapferkeit bewiesen hätten, ohne jedoch die strengen Voraussetzungen zur Verleihung des Ritterkreuzes des Eisernen Kreuzes zu erfüllen. Die Verleihungsmerkmale sahen vor, dass sich die Soldaten einmalig in außergewöhnlicher Weise im Kampf hervorgetan haben mussten. Mannschaften und Unteroffiziere wurden mit der Verleihung der Ehrenblattspange auch zur Beförderung vorgesehen.
Die am 30. Januar 1944 von Adolf Hitler als Oberbefehlshaber des Heeres durch Verordnung gestiftete Ehrenblattspange diente dazu, die im Ehrenblatt Genannten äußerlich kenntlich zu machen. Das vergoldete Abzeichen zeigt ein Hakenkreuz, das von einem Eichenlaubkranz umschlossen ist. Es sind ca. 4.547 Verleihungen bekannt – davon 167 an die Waffen-SS.
Die letzte veröffentlichte Verleihung fand am 15. Februar 1945 statt. Nicht veröffentlichte Verleihungen fanden im März und April 1945 statt.

## Ehrenblattspange der Luftwaffe
Die Ehrenblattspange der Luftwaffe wurde am 5. Juli 1944 durch Verordnung vom Oberbefehlshaber der Luftwaffe Reichsmarschall Hermann Göring gestiftet und nach denselben Grundsätzen wie die Ehrenblattspange des Heeres an Angehörige der Luftwaffe verliehen. Der Name des Beliehenen wurde in die Ehrenliste der deutschen Luftwaffe aufgenommen.
Die vergoldete Auszeichnung zeigt mittig das Hoheitsabzeichen der Luftwaffe, einen nach rechts fliegenden Adler mit dem Hakenkreuz in den Fängen, innerhalb eines Eichenlaubkranzes. Es sind ungefähr 180 Verleihungen bekannt.

## Ehrentafelspange der Kriegsmarine
Die Stiftung erfolgte am 15. Juli 1944 per Verordnung durch den Oberbefehlshaber der Kriegsmarine Großadmiral Karl Dönitz nach den bereits beschriebenen Kriterien für Angehörige der Deutschen Kriegsmarine. Der Name des Beliehenen wurde in die Ehrentafel der Deutschen Kriegsmarine aufgenommen. Das vergoldete Abzeichen zeigt innerhalb eines Eichenlaubkranzes einen Anker, auf dem ein Hakenkreuz aufgelegt ist. Es sind 29 Verleihungen bekannt.

## Trageweise
Getragen wurde die Ehrenblattspange nur auf dem Band des Eisernen Kreuzes II. Klasse in der Version von 1939 im zweiten Knopfloch. Gemäß den Durchführungsbestimmungen des Oberkommandos des Heeres, die am 21. Februar 1944 in den Allgemeinen Heeresmitteilungen veröffentlicht wurden, konnte die Ehrenblattspange nicht an der Bandschnalle und der Ordensschnalle getragen werden. Neben der Ehrenblattspange durfte zudem das Band des Eisernen Kreuzes II. Klasse in der Version von 1914 mit der Wiederholungsspange des EK II von 1939 nicht zeitgleich im Knopfloch getragen werden.

## Sonstiges
Laut dem Gesetz über Titel, Orden und Ehrenzeichen vom 26. Juli 1957 ist das Tragen der Auszeichnung in Deutschland nur ohne nationalsozialistisches Emblem gestattet.